# Курулски стол
Курулски стол или курулно кресло (лат. sella curulis) – сгъваем стол, един от отличителните знаци на висшите сановници в Древен Рим. (на латински: sella curulis) произхожда от древна Етрурия, според сведение на Ливий. Това кресло е особено и различно, с което показва, че ползващият го изпълнява магистратски функции. В своето съществуване, то сменя конкретното си предназначение, но винаги остава белег за особен ранг и положение в обществения ред.

## Античност
Според съвременните изследователи, кресло с формата на курулното, се е появило в Новото египетско царство. Латинското му название произхожда от думата currus,us,m – колесница. Етимологията е свързана с наименованията на различните съсловия в Древния Рим. В епохата, когато се е появило наименованието, хората, които са можели да заемат постове, разполагащи с власт, са били от патрицианското съсловие, не и от конническото или плебейското. Така, вероятно, в противовес на equester е създаден терминът currulis, отнасящ се до кресло.
Най-общо хората, които са можели да седят на курулно кресло, са били такива, които притежават власт. В тях се включват диктаторите, началникът на конницата, консулите, преторите, цензорите и курулните едили. Макар че не е разполагал с реална власт, на курулно кресло е имал право да седи и върховният жрец на Юпитер (Flamen Dialis). В късната Република, когато е бил диктатор, Юлий Цезар е седял на златно курулно кресло.
Курулното кресло се е използвало като образ в монетосеченето и в надгробни паметници, където е олицетворявало издигнатото положение на покойника. Курулно кресло с препречено копие се отъждествява с Юнона и е символ на недосегаемостта на принцепса.
Курулното кресло представлява плоскост за сядане, поддържана от два крака, извити във формата на буквата „х“. Обикновено е било изработвано от слонова кост. Не е имало облегалка, а подлакътниците са били ниски. Поради формата си е могло да се сгъва. Сгъването му е спомогнало то да бъде лесно преносимо, отначало само в буквалния смисъл, а по-късно се е стигнало до метафората курулно кресло=власт, могъщество. Оттук и изобразяването му на надгробни паметници и ползването му в по-късната традиция като символ на власт. През 6 в. сл. Хр. креслото се появява в изображение от слонова кост, във формата на диптих, от Източната римска империя, на което император Константин седи на курулно кресло, с анималистични крака.

## Ренесанс и Ново време
През 15 в. сл. Хр., от конструкцията на курулното кресло в Испания и Италия се развива нов вид стол, с облегалка, а празното пространство под ръкохватките и между предните и задни крака на стола се запълва с тънки летви. През 19 в. сл. Хр., търговците и купувачите на антики нарекли тези столове „Стол Данте“ или „Стол Савонарола“.
Един от ръкописите на „Роман за Рено дьо Монтобан“ от 15 в. сл. Хр., е украсен с няколко рисунки на курулни кресла, които са послужили по-късно на Хенри Шоу, в неговата книга „Образци на античната мебел“ от 1836 г.
Оцелелите курулни кресла от катедралата в Йорк са видоизменени в следната насока. Облегалката представлява две вертикални пръчки, които се сгъват към ръкохватките на креслото, а между тях е опънат плат. Целите кресла са облечени в текстилна дамаска. Подобни кресла са оцелели и от 16 в. сл. Хр. в замъка Нол в графство Кент, от периода на Тюдорите. Тази разновидност на курулното кресло просъществува до 19 в. сл. Хр., от когато могат да бъдат открити неокласически образци.
Особен образец на тези неокласически курулни кресла откриваме в двореца Фонтембло, преместени от замъка Компиен по времето, когато там резидира Наполеон. Кресла, които се намират във Фонтембло, са част от по-голяма група, която е била направена за Луи XVI и представляват курулни кресла, без облегалки и ръкохватки, ползвани в балната зала.